# Cleber & Cauan
Cleber & Cauan é uma dupla musical brasileira de sertanejo formada em 2010.

## Carreira
Cleber e Cauan são amigos de infância naturais de Ceres, interior de Goiás. Cleber canta desde os 8 anos e, antes da dupla, já havia participado de outras duas duplas e já havia se apresentado em rádios e festas no interior do estado. A dupla Cleber & Cauan foi formada em 2010; inicialmente, se apresentavam em bares do Distrito Federal e entorno. Ainda no mesmo ano, lançaram seu primeiro álbum, Novo Amor. Em 2013, a dupla teve o primeiro sucesso nacional, com "Mel Nesse Trem". "Só Que Não" chegou a 6 milhões de visualizações na Internet. O hit "Solteiro Desapegado" contou com participação de Wesley Safadão. Em 2017, lançaram o álbum Resenha, aumentando sua notoriedade em âmbito nacional. No ano seguinte, lançaram um álbum ao vivo como sequência, Resenha 2 (Ao Vivo).
Receberam diversas certificações da Pro-Música Brasil.